# Simón Mesa Soto
Simón Mesa Soto (Medellín, 1986) es un director de cine colombiano, reconocido principalmente por su película de 2021 Amparo. Su cortometraje Leidi ganó la Palma de Oro en el Festival de Cine de Cannes de 2014.

## Biografía
Mesa Soto nació en Medellín en 1986. Estudió Comunicación Audiovisual en la Universidad de Antioquia y cursó una maestría en Dirección Cinematográfica en la Escuela de Cine de Londres, graduándose en 2014. Durante su estancia en la Universidad de Antioquia, realizó diversos cortometrajes, que fueron exhibidos en eventos como el Festival de Cortos de Bogotá.
Al finalizar su formación académica, empezó a trabajar como docente en su alma mater, para después convertirse en realizador de los videos institucionales de la universidad. Durante su estancia de tres años en Londres, realizó los cortometrajes Beth y Back Home. Su proyecto de grado fue Leidi, corto que logró gran repercusión al ganar la Palma de Oro en el Festival de Cannes y el Hugo de Oro en el Festival Internacional de Cine de Chicago, además de ser exhibido en otros importantes eventos cinematográficos internacionales.
En 2016 ganó la Beca de Realización de Corto de Ficción de la Alcaldía de Medellín y realizó un nuevo cortometraje, titulado Madre, con el que nuevamente ganó el Hugo de Oro en el Festival de Cine de Chicago. Un año después fundó la compañía de producción Ocúltimo, con la que produjo su ópera prima, Amparo. El filme logró galardones en los festivales de Cannes, Chicago, Lima y Punta del Este, y nominaciones en San Sebastián, Jerusalén, Miami y Pingyao.

## Filmografía

### Como director
| Año  | Título              | Notas        |
| ---- | ------------------- | ------------ |
| 2009 | Los tiempos muertos | Cortometraje |
| 2014 | Leidi               | Cortometraje |
| 2016 | Madre               | Cortometraje |
| 2021 | Amparo              | Largometraje |
| 2025 | Un Poeta            | Largometraje |